# Kerrville
Kerrville ist die Bezirkshauptstadt und Sitz der Countyverwaltung (County Seat) des Kerr Countys im US-Bundesstaat Texas in den Vereinigten Staaten. Das U.S. Census Bureau hat bei der Volkszählung 2020 eine Einwohnerzahl von 24.278 ermittelt.

## Geographie
Die Stadt liegt im mittleren Süden von Texas, 140 Kilometer westlich von Austin, 94 Kilometer nordwestlich von San Antonio, an der Interstate 10 sowie der Kreuzung der Highways 16 und 27 und hat eine Gesamtfläche von 43,9 Quadratkilometern.

## Geschichte
Das Gebiet wurde schon vor 10.000 Jahren besiedelt. Die ersten europäischen Siedler waren als Schindelmacher erfolgreich.
Kerrville wurde nach James Kerr benannt, einem Major, der an der Texanischen Revolution teilnahm. Kerrville wurde zu einem lokalen Handelszentrum, das in den 1840er Jahren den mittleren und oberen Anteil von Hill Country versorgte. Joshua D. Brown war einer der frühesten Schindelmacher in diesem Gebiet. Er führte mehrere Familien an bei einer Erforschung des Guadalupe Tals. Heute ist der Ort bekannt für das jährlich stattfindende Kerrville Folk Festival und die Schreiner University, eine private Universität der Sieben freien Künste. 
Am 23. Oktober 2021 kam beim zweiten Dragsterrennen auf der Landebahn eines Flugplatzes das  Fahrzeug eines 34-Jährigen von der Bahn ab und tötete zwei Jungen (6, 8) und verletzte acht Zuschauer.

## Demografische Daten
Nach der Volkszählung im Jahr 2000 lebten hier 20.425 Menschen in 8.563 Haushalten und 5.411 Familien. Die Bevölkerungsdichte betrug 471,9 Einwohner pro km². Ethnisch betrachtet setzte sich die Bevölkerung zusammen aus 85,89 % weißer Bevölkerung, 2,99 % Afroamerikanern, 0,55 % amerikanischen Ureinwohnern, 0,57 % Asiaten, 0,08 % Bewohnern aus dem pazifischen Inselraum und 8,20 % aus anderen ethnischen Gruppen. Etwa 1,73 % waren gemischter Abstammung und 22,73 % der Bevölkerung waren spanischer oder lateinamerikanischer Abstammung.
Von den 8.563 Haushalten hatten 22,9 % Kinder unter 18 Jahre, die im Haushalt lebten. 49,8 % davon waren verheiratete, zusammenlebende Paare. 10,2 % waren allein erziehende Mütter und 36,8 % waren keine Familien. 33,1 % aller Haushalte waren Singlehaushalte und in 19,4 % lebten Menschen, die 65 Jahre oder älter waren. Die Durchschnittshaushaltsgröße betrug 2,21 und die durchschnittliche Größe einer Familie belief sich auf 2,79 Personen.
21 % der Bevölkerung waren unter 18 Jahre alt, 8 % von 18 bis 24, 21,3 % von 25 bis 44, 20,4 % von 45 bis 64, und 29,3 % die 65 Jahre oder älter waren. Das Durchschnittsalter war 45 Jahre. Auf 100 weibliche Personen aller Altersgruppen kamen 87,5 männliche Personen. Auf 100 Frauen im Alter von 18 Jahren und darüber kamen 83 Männer.
Das jährliche Durchschnittseinkommen eines Haushalts betrug 32.085 USD, das Durchschnittseinkommen einer Familie 38.979 USD. Männer hatten ein Durchschnittseinkommen von 27.555 USD gegenüber den Frauen mit 19.923 USD. Das Prokopfeinkommen betrug 20.193 USD. 15,6 % der Bevölkerung und 11,7 % der Familien lebten unterhalb der Armutsgrenze. Davon waren 25,8 % Kinder und Jugendliche unter 18 Jahren und 7,8 % waren 65 oder älter.